# Маківський цукровий завод
ВАТ «Маківський  цукровий завод»  — непрацююче підприємство харчової промисловості України, зайняте у галузі переробки цукрового буряка та виробництва цукру. Розташоване в селі Маків Дунаєвецького району Хмельницької області. Виробництво на підприємстві припинено 2003 року.

## Історія виникнення заводу
Альфред Журовський побудував у Макові цукроварню. В 1911 році відбулося відкриття заводу. По традиції завод освятили піп, ксьондз, рабин. На території заводу були накриті столи.  Три дні по селу лунали пісні, п'яні голоси ,лайки. Це добре запам’ятали Вапнічний, Піддубний, Миронюк, Жуковський, які все життя працювали на заводі. Цукровий завод був розрахований на добову технічну потужність 400 тонн буряка . В 1911 році він уже переробляв буряк. Обладнання було застаріле, яке працювало від парових машин через ремінну передачу. Техніка безпеки була на дуже низькому рівні ,тому робітники підлягали великій небезпеці.
В котельні  було  встановлено  7 парових котлів дуже старої   конструкції,  які працювали на кам'яному вугіллі, де було дуже важко тримати тиск пари на котлах, через що  знижувалась технологія виробництва. На заводі переважала ручна праця, де умови праці були важкими .В 1914-15 рр. добова переробка буряка складала 355 тонн.  Суворою   школою   робітничого   життя   для  розорених селян стала праця на цукровому заводі. Підприємство швидко зростило. За 5 років кількість збільшилась з 207 до 300. Праця ставала більш інтенсивною, а оплата і умови праці були нестерпні, що не раз викликало заворушення серед робітників. На знак протесту 12 червня і 7 листопада  1915 р. відбулися страйки, які  придушила поліція. Так кувався досвід, організованість . Після Жовтневої революції селяни разом із солдатами Камчатського полку розгромили панську садибу, заволоділи заводом, забрали цукор, хліб. Пан Журовський із сім'єю виїхав у Польщу.
Завод було реконструйовано кілька разів, але збереглося приміщення, у якій знаходилася контора заводу. Також збереглася оригінальна брама заводу з каріатидами. Маківський цукровий завод на серпень 1920 р. фактично залишився без засобів для продовження роботи, його продукцію реквізовували поляки, забирали служби УНР, органи більшовицької влади. Тому керівництво заводу роздало хліб і цукор робітникам у вигляді зарплати, а частково заховало. Комісія в складі агента активно-слідчого відділу Миронова, начальника міліції Статечнюка, голови Маківського волревкому Окраїнчука, голови завкому Бальчевського заактувала виявлені заводські запаси – 311 пудів пшениці, 428 пудів гречки, близько 400 пудів цукру, звинуватила керівництво в самочинстві з відповідними наслідками. На Маківському цукрозоводі працювало 70 чоловік, які водночас вирощували цукрові буряки на площі 360 дес.

## Післявоєнний період
1944 року дав продукцію Маківський цукровий завод, а ювілейного 1947 року і 49 тис. пудів понадпланового цукру. На заводі постійно проводиться робота по збільшенню потужності механізації виробничих процесів, запровадження нової техніки.

## Реконструкція заводу
В 50-тих роках були встановлені центробіжні бурякорізки замість дискових, фільтропреси з механічними затискачами, центробіжні насоси для подачі технічної води, удосконалюється система подачі води 2-ї категорії. В 60-тих роках побудована нова газова плита об'ємом 60 м. куб. і вапнякове відділення, що покращило умови праці робітників. 
Проведена реконструкція парокотельного цеху з встановленням більш потужних парових котлів і переведений цех на газоподібне паливо. Проведена реконструкція випарної станції з переходом схеми на 4-х корпусну. Проведена велика робота в енергогосподарстві. Побудована трансформаторна станція. Вона дала можливість здійснити заходи в заводі по переводу насосного парку та іншого обладнання на індивідуальні електропроводи. Хто ж вони, ті люди, які стояли за кермом цукрового заводу протягом всіх цих років після пана А.Журовського?

## Директори заводу
1. Миридонов.
2. Бойніцький.
3. Захарутін.
4. Москвін (перед війною).
5. Кумановський (в роки окупації).
6. Чуприна.
7. Іванов Григорій Олександрович (1944-1947р.р.).
8. Волошин Зіновій (1947р.).
9. Волков Олексій (1947-48р.р.).
10. Стаховський Петро Савович (1948-49р.р.).
11. Цвик Михайло Степанович (1949-53р.р.).
12. Мороз Сергій Михайлович (1954р.).
13. Багацький Микола Петрович (1955-57р.р.).
14. Мороз Сергій Михайлович (1957-64р.р.).
15. Гріка Никифір Денисович (1964-67р.р.).
16. Матвійчук Федір Миколайович (1967-68р.р.).
17. Гончар Анатолій Михайлович (1968-96р.р.).
18. Коротков Олег Анатолійович (1996-2000 р.р.).
19. Сорокатюк Олег Володимирович (з 2000-2003 р.р.).